# بيل جوستين (سياسي)
بيل جوستين (بالإنجليزية: Bill Heath)‏ هو سياسي أمريكي، ولد في 20 أكتوبر 1959 في جورجيا في الولايات المتحدة. حزبياً، نشط في الحزب الجمهوري. وقد انتخب عضو مجلس نواب جورجيا.